# Pacific Football Club
Ne doit pas être confondu avec Pacific Fútbol Club.
Maillots
Actualités
Le Pacific Football Club, couramment appelé Pacific FC et abrégé en PFC, est un club professionnel de soccer basé à Langford, à proximité de Victoria, Colombie-Britannique, Canada.
Inauguré en 2018, le club joue en 2019 sa première saison dans la Première ligue canadienne (PLC).

## Histoire
Le 1er juin 2018, la Première ligue canadienne accorde une droit d'expansion à un nouveau club situé sur l'Île de Vancouver à un groupe de propriétaires composé de deux anciens membres de l'Équipe du Canada de soccer : Rob Friend et Josh Simpson. Ce club est officiellement lancé sous le nom de Pacific Football Club le 20 juillet 2018.
Le 20 août 2019, Michael Silberbauer, un ancien membre de la sélection danoise et entraîneur-adjoint du FC Lucerne, est nommé entraîneur-chef du Pacific FC.

## Stade

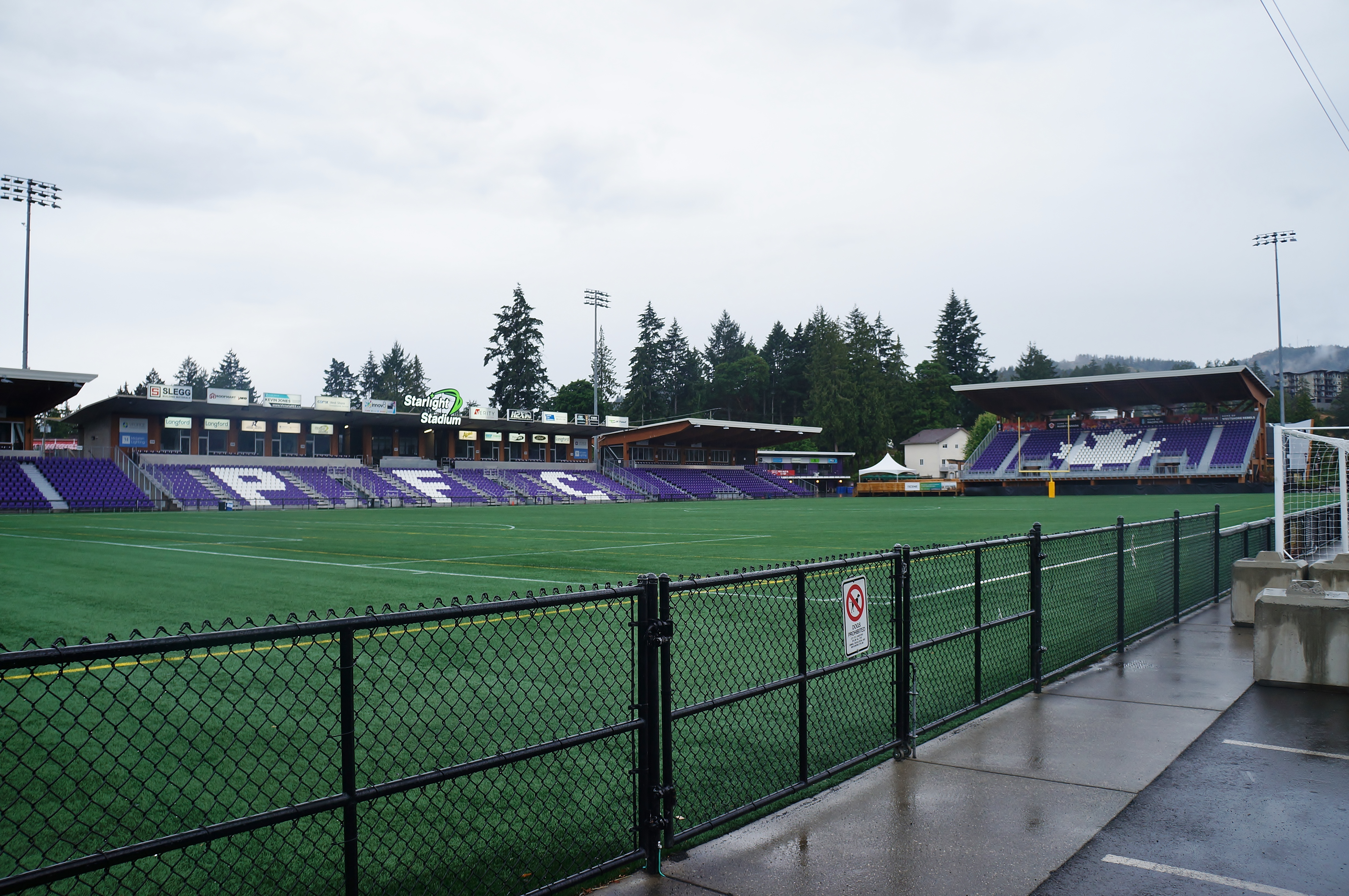
Le stade du Pacific FC en 2022

En 2018, le Pacific FC choisit le Stade Westhills comme son domicile. En 2019, pendant son 1re saison dans lan PLCan, le Pacific FC agrandit le Stade Westhills, faisant passer sa capacité de 1 600 sièges à 6 200 sièges.

## Palmarès et records

### Palmarès
| Compétitions nationales                              | Compétitions internationales                                                                        |
| - Première ligue canadienne (1) : - Champion : 2021. | - Ligue de la CONCACAF : - Une participation - Meilleure performance : Huitièmes de finale en 2022. |

### Bilan par saison
| Saison | Tournoi              | Saison régulière | Saison régulière | Saison régulière | Saison régulière | Saison régulière | Saison régulière | Saison régulière | Position | Position | Séries éliminatoires | Championnat canadien | CONCACAF                 | Affl. moy. saison rég. | Affl. moy. séries éli. |
| Saison | Tournoi              | M                | V                | N                | D                | BP               | BC               | Pts              | Tourn.   | Gén.     | Séries éliminatoires | Championnat canadien | CONCACAF                 | Affl. moy. saison rég. | Affl. moy. séries éli. |
| ------ | -------------------- | ---------------- | ---------------- | ---------------- | ---------------- | ---------------- | ---------------- | ---------------- | -------- | -------- | -------------------- | -------------------- | ------------------------ | ---------------------- | ---------------------- |
| 2019   | Printemps            | 10               | 3                | 2                | 5                | 11               | 15               | 11               | 5e/7     | 5e/7     | Non qualifié         | Premier tour         | Non éligible             | 3 102                  | N/Q                    |
| 2019   | Automne              | 18               | 5                | 5                | 8                | 24               | 31               | 20               | 4e/7     | 5e/7     | Non qualifié         | Premier tour         | Non éligible             | 3 102                  | N/Q                    |
| 2020   | Championnat de l'Île | 7                | 3                | 2                | 2                | 10               | 8                | 11               | -        | 4e/8     | Groupe final         | Non qualifié         | Non qualifié             | N/A                    | N/A                    |
| 2021   | -                    | 28               | 13               | 6                | 9                | 47               | 34               | 11               | -        | 3e/8     | Champion             | Demi-finale          | Non qualifié             | N/A                    | N/A                    |
| 2022   | -                    | 28               | 13               | 7                | 8                | 36               | 33               | 46               | -        | 4e/8     | Demi-finale          | Quarts de finale     | Huitièmes de finale (LC) | 3 431                  | 7 133                  |
| 2023   | -                    | En cours         | En cours         | En cours         | En cours         | En cours         | En cours         | En cours         | -        | /8       | À venir              | En cours             | Non qualifié             |                        |                        |

#### Meilleurs buteurs par saison
| Saison | Meilleurs buteurs | Meilleurs buteurs |
| Saison | Joueurs           | Buts              |
| ------ | ----------------- | ----------------- |
| 2019   | Terran Campbell   | 11                |
| 2020   | Marco Bustos      | 5                 |
| 2021   | Terran Campbell   | 13                |
| 2022   | Alejandro Díaz    | 16                |

## Personnalités du club

### Entraîneurs
| Rang | Entraîneur               | Nationalité | Début           | Fin             | Matchs | Victoires | Nuls | Défaites | % victoires | Palmarès                            |
| ---- | ------------------------ | ----------- | --------------- | --------------- | ------ | --------- | ---- | -------- | ----------- | ----------------------------------- |
| 1    | Michael Silberbauer      | Danemark    | 20 août 2018    | 18 octobre 2019 | 29     | 7         | 7    | 15       | 24.14%      |                                     |
| 2    | James Merriman (intérim) | Canada      | 18 octobre 2019 | 14 janvier 2020 | 1      | 1         | 0    | 0        | 100%        |                                     |
| 3    | Pa-Modou Kah             | Norvège     | 14 janvier 2020 | 21 janvier 2022 | 43     | 21        | 8    | 14       | 48.84%      | 1x Première ligue canadienne (2021) |
| 4    | James Merriman           | Canada      | 21 janvier 2022 | En poste        | 0      | 0         | 0    | 0        |             |                                     |